# Amphinemura dispositspina
Amphinemura dispositspina är en bäcksländeart som beskrevs av Du och Wang 2007. Amphinemura dispositspina ingår i släktet Amphinemura och familjen kryssbäcksländor. Inga underarter finns listade i Catalogue of Life.